# Eleição para o Senado federal por Idaho em 2010
A eleição para o senado do estado americano do Idaho em 2010 aconteceu no dia 2 de novembro de 2010, juntamente com 33 outras eleições para o Senado dos Estados Unidos. O senador republicano Mike Crapo foi reeleito para um terceiro mandato.

## Primária Democrata
| Primária Democrata | Primária Democrata | Primária Democrata | Primária Democrata | Primária Democrata | Primária Democrata |
| Partido            | Candidato          | Votos              | %                  |                    |                    |
| Democrata          | Tom Sullivan       | 18.340             | 74,7%              |                    |                    |
| Democrata          | William Bryk       | 6.227              | 25,3%              |                    |                    |
| Total              | Total              | 24.567             | 100%               |                    |                    |
| ------------------ | ------------------ | ------------------ | ------------------ | ------------------ | ------------------ |

## Primária Republicana
| Primária Republicana | Primária Republicana | Primária Republicana | Primária Republicana | Primária Republicana | Primária Republicana |
| Partido              | Candidato            | Votos                | %                    |                      |                      |
| Republicano          | Mike Crapo           | 127.332              | 79,3%                |                      |                      |
| Republicano          | Claude "Skip" Davis  | 33.150               | 20,7%                |                      |                      |
| Total                | Total                | 160.482              | 100%                 |                      |                      |
| -------------------- | -------------------- | -------------------- | -------------------- | -------------------- | -------------------- |

## Eleição Geral

### Candidatos
- Mike Crapo
- Tom Sullivan
- Randy Lynn Bergquist

### Debates
- 1 de outubro de 2010 >Idaho Public Television
- 20 de outubro de 2010 >KTVB

### Resultados
| Eleição para o senado de Idaho em 2010 | Eleição para o senado de Idaho em 2010 | Eleição para o senado de Idaho em 2010 | Eleição para o senado de Idaho em 2010 | Eleição para o senado de Idaho em 2010 | Eleição para o senado de Idaho em 2010 |
| Partido                                | Candidato                              | Votos                                  | %                                      |                                        |                                        |
| Republicano                            | Mike Crapo                             | 318.704                                | 71,13%                                 |                                        |                                        |
| Democrata                              | Tom Sullivan                           | 111.924                                | 24,98%                                 |                                        |                                        |
| Constituição Americana                 | Randy Lynn Bergquist                   | 17.374                                 | 3,87%                                  |                                        |                                        |
| Total                                  | Total                                  | 448.002                                | 100%                                   |                                        |                                        |
| -------------------------------------- | -------------------------------------- | -------------------------------------- | -------------------------------------- | -------------------------------------- | -------------------------------------- |